# Chambon (Charente-Maritime)
Chambon település Franciaországban, Charente-Maritime megyében. Lakosainak száma 985 fő (2022. január 1.). Chambon Forges, Landrais, Puyravault, Surgères, Virson és Saint-Pierre-La-Noue községekkel határos.

## Népesség
A település népességének változása:
| Lakosok száma | 566  | 634  | 730  | 841  | 882  | 894  | 928  | 961  | 978  | 985  |
|               | 1968 | 1982 | 1990 | 2006 | 2013 | 2015 | 2017 | 2019 | 2020 | 2022 |